# رالف هوبنر
رالف هوبنر (بالألمانية: Ralf Hübner)‏ هو طبال ألماني، ولد في 3 مايو 1939 في برلين في ألمانيا.

## وصلات خارجية
- رالف هوبنر على موقع ميوزك برينز (الإنجليزية)
- رالف هوبنر على موقع ميوزك برينز (الإنجليزية)
- رالف هوبنر على موقع أول ميوزيك (الإنجليزية)
- رالف هوبنر على موقع ديسكوغز (الإنجليزية)